# Louis Couperin
Louis Couperin /lwi kuˈpʁɛ̃/ (Chaumes-en-Brie, 1626 circa – Parigi, 29 agosto 1661) è stato un compositore, clavicembalista e organista francese.

## Biografia

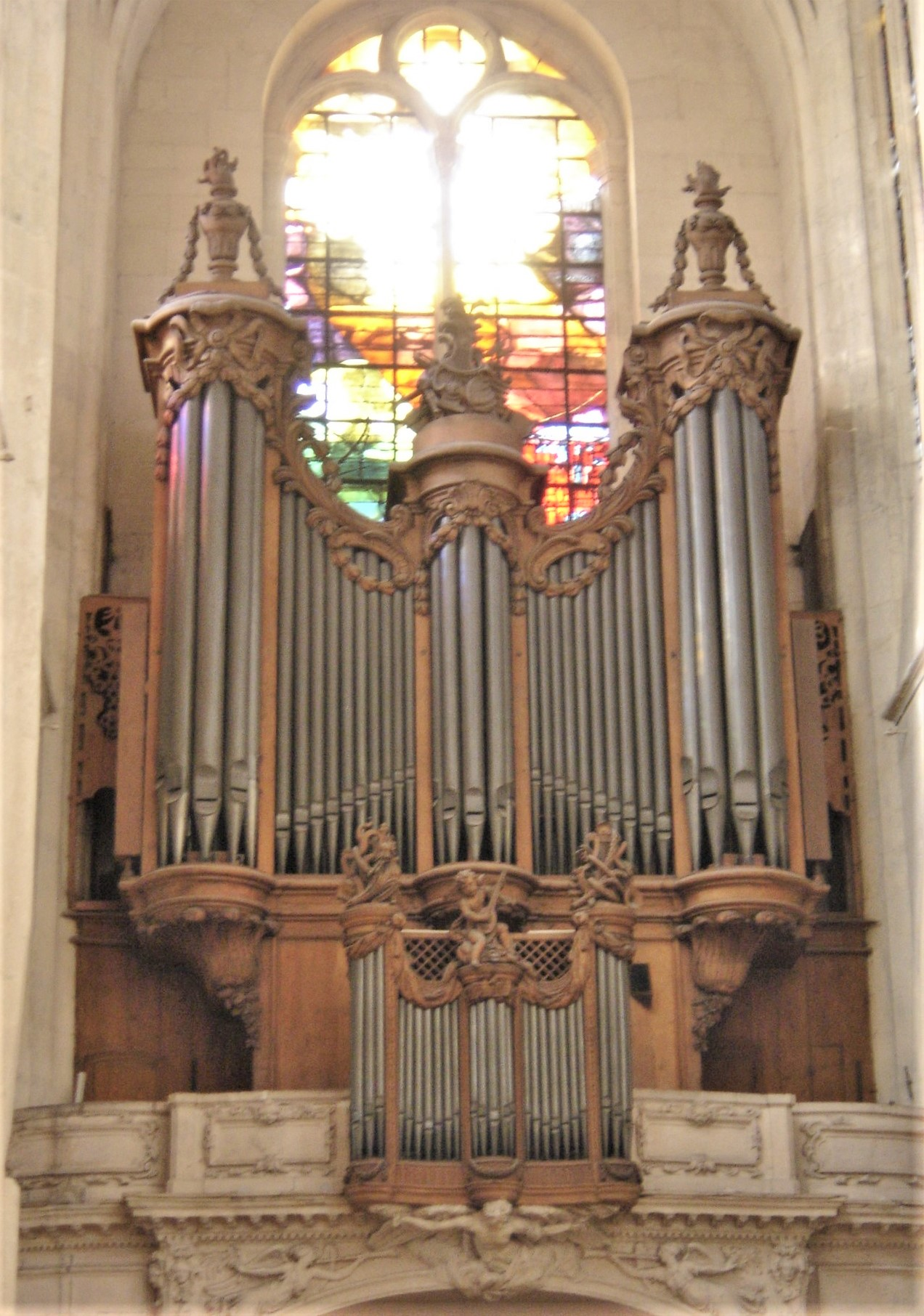
Organo della chiesa di San Gervais

Insieme ai suoi due fratelli minori, François e Charles, il giovanissimo Louis Couperin suonò davanti a Jacques Champion de Chambonnières, musicista del re Luigi XIV di Francia, durante la festa di Saint-Jacques. Champion de Chambonnières, sorpreso dalla loro bravura, chiese informazioni circa l'identità di quei bambini e li invitò al suo tavolo. Impressionato dal loro talento, li condusse con sé a Parigi: Louis Couperin divenne ben presto organista a St.Gervais e si distinse subito come suonatore di viola da gamba e clavicembalo. Le influenze nei suoi lavori di Johann Jakob Froberger, in visita a Parigi negli stessi anni, sono evidenti, ed è probabile che Froberger e Couperin si siano incontrati, anche se non ci sono pervenute testimonianze certe di ciò.
Louis Couperin è passato alla storia grazie ai suoi lavori per clavicembalo. Questi pezzi, circa 130, non vennero pubblicati durante la sua vita, ma furono riuniti in raccolte di manoscritti senza essere raggruppati in suite. I suoi preludi non misurati alla maniera dei liutisti e le sue ciaccone costituiscono la parte più importante del suo lavoro.
Dei pezzi per organo, solo alcuni erano noti alla metà del XX secolo, momento in cui un manoscritto completo venne scoperto in Inghilterra da Guy Oldham, scoperta che portò Louis Couperin ad occupare un posto di rilievo fra i maestri d'organo della Francia del XVII secolo.
Louis Couperin e suo nipote François sono i membri più importanti della famiglia Couperin.
Oggi riposa nel vecchio Cimitero di Saint-Gervais.